# Grădinile lui Salustiu
Grădinile lui Salustiu (latină: Horti Sallustiani) au fost grădinile romane construite de istoricul roman Salustiu în secolul I î.Hr. Grădinile de agrement au ocupat o suprafață mare din sectorul de nord-vest al Romei, în ceea ce avea să devină regiunea a VI-a, între dealurile Pincian și Quirinal, în apropiere de Via Salaria și Porta Salaria.

## Istoria
Proprietatea a apărținut inițial lui Iulius Cezar, dar după moartea sa a fost achiziționată de către istoricul Salustiu care a dezvoltat-o cu averea sa provenită din timpul funcției de guvernator al provinciei Africa Nova (Numidia). După stră-nepotul scriitorului, aceasta a trecut în proprietatea lui Tiberius în 20 d.Hr. și a fost menținută timp de mai multe secole de împărații romani. Împăratul Nerva a murit de febra într-o vilă din grădini în 98 d.Hr., și au rămas un complex imperial până când au fost jefuit în 410 de goți lui Alaric I. Grădinile nu au fost părăsite în secolul al VI-lea. La începutul secolului al XVII-lea, cardinalul Ludovico Ludovisi, nepotul papei Grigore al XV-lea, a cumpărat-o și a construit Villa Ludovisi, în cursul căreia mai multe sculpturi romane importante au fost redescoperite. O mare parte din suprafața ocupată de grădini a fost împărțită în timpul construirii în loturi și completate după demolarea Villei Ludovisi după 1894.

## Arta
Grădinile, s-au îmbogățit cu multe structuri suplimentare în cele patru secole în care au evoluat, conțineau multe pavilioane, un templu a lui Venus și sculpturi monumentale. Printre acestea se numără:
- Obelisco Sallustiano, o copie romană a unui obelisc egiptean care se află acum în fața bisericii Trinità dei Monti.
- Vaza Borghese, descoperită în secolul al XVI-lea.
- Galul muribund

## Galerie cu sculpturi găsite în grădini

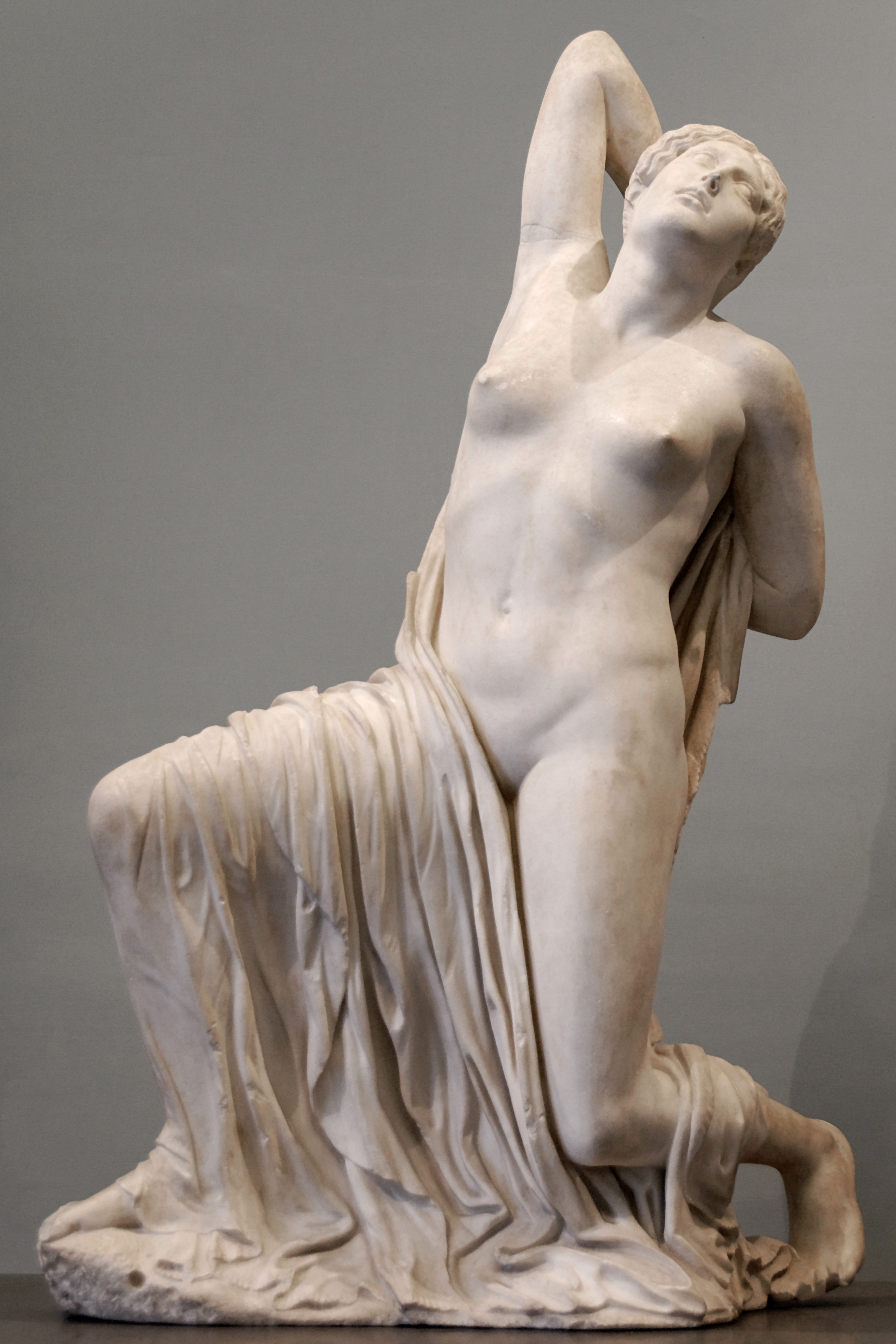
Căderea Niobidei, descoperite în 1906 (Museo Nazionale Romano)
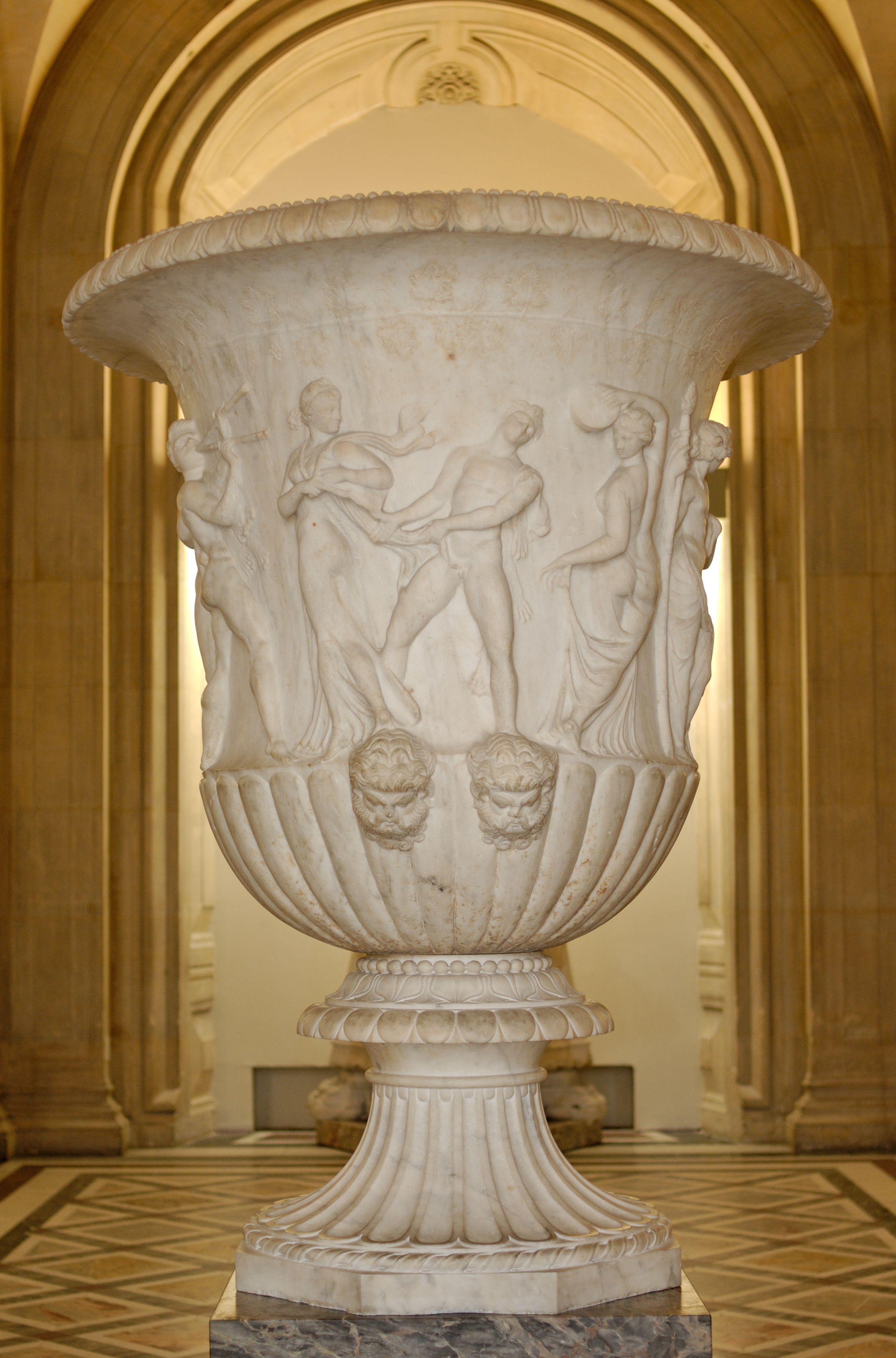
Vaza Borghese
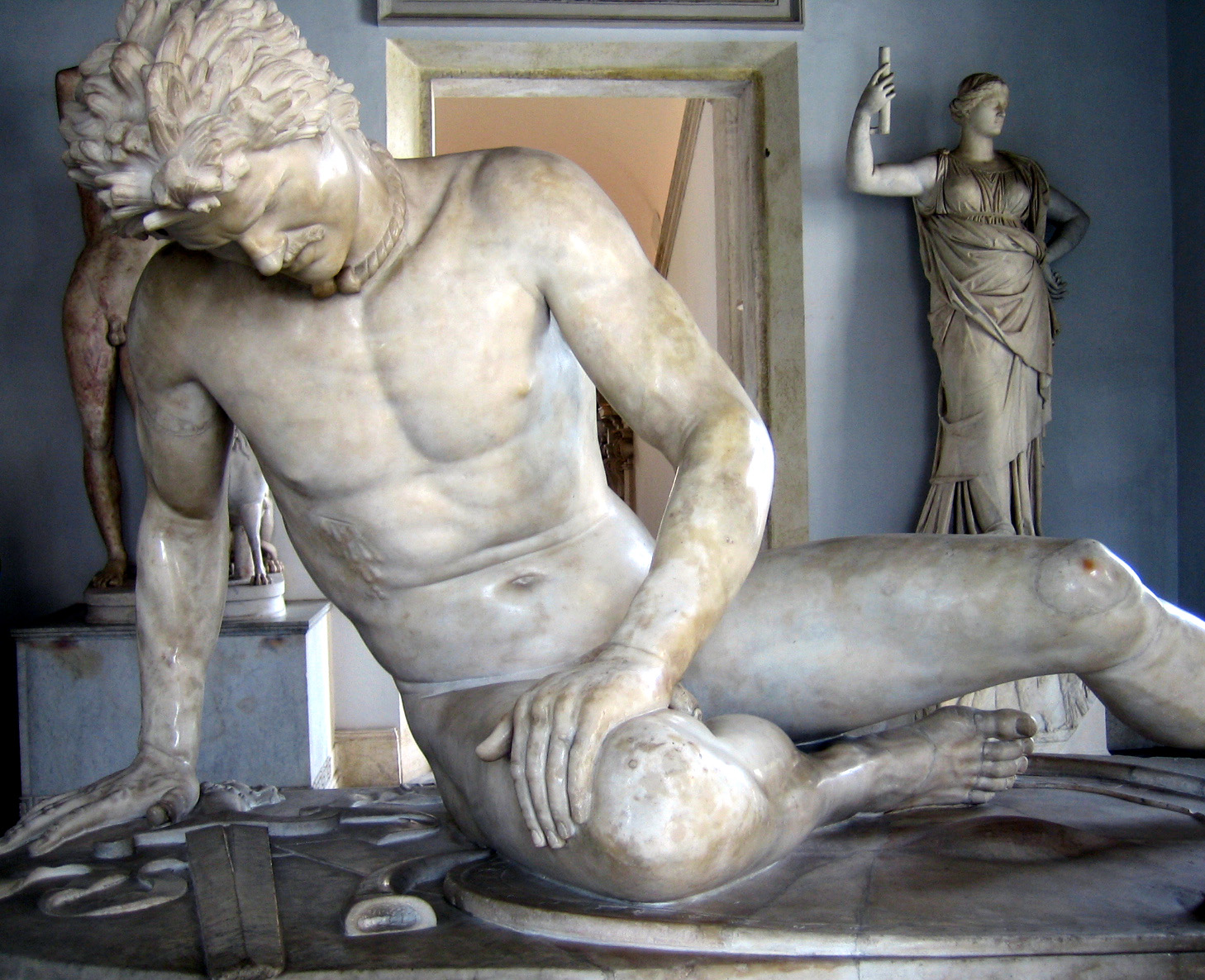
Galul muribund